# Olesia Povh
Olesia Povh (Ucrania, 18 de octubre de 1987) es una atleta ucraniana, especialista en la prueba de los relevos 4 × 100 m, con la que llegó a ser medallista de bronce mundial en 2011.

## Carrera deportiva
En el Mundial de Daegu 2011 gana la medalla de bronce en los relevos 4 × 100 metros, tras las estadounidenses y jamaicanas, consiguiendo un tiempo de 42,51 segundos (mejor marca personal) y siendo sus compañeras: Nataliya Pohrebnyak, Mariya Ryemyen y Hrystyna Stuy.
Al año siguiente en los JJ. OO. de Londres 2012 vuelve a conseguir el bronce en la misma prueba, y de nuevo tras las estadounidenses y jamaicanas.